# Euryxaenapta
Euryxaenapta es un género de escarabajos longicornios de la tribu Acanthocinini que contiene una sola especie, Euryxaenapta rondoni. La especie fue descrita por Breuning en 1963.
Se distribuye por Laos y Tailandia. Mide aproximadamente 3,6-5,8 milímetros de longitud.